# Bresdon
Bresdon település Franciaországban, Charente-Maritime megyében. Lakosainak száma 228 fő (2022. január 1.). Bresdon Ranville-Breuillaud, Verdille, Beauvais-sur-Matha, Neuvicq-le-Château, Siecq, Saint-Ouen-la-Thène és Val-d'Auge községekkel határos.

## Népesség
A település népességének változása:
| Lakosok száma | 368  | 342  | 307  | 263  | 251  | 233  | 223  | 216  | 220  | 228  |
|               | 1968 | 1982 | 1990 | 2006 | 2013 | 2015 | 2017 | 2019 | 2020 | 2022 |